# Transeuropæiske Transportnetværk
Transeuropæiske Transportnetværk (Trans-European transport networks, TEN-T) igangsattes af EU i 1980'erne. Det er et megaprojekt for at maksimere logistikken indenfor EU's infrastruktur og transportsektor.
Megaprojektet planlægger behovet for veje, jernbaner, vandveje og Galileo positionssystemet. Der nævnes et beløb på 600 milliarden euro for at opbygge netværket.
TEN-T er en del af Transeuropæiske Netværk (Trans-European Networks, TEN). De andre dele er Transeuropæiske Energinetværk (TEN-E), som som beskæftiger sig med el-handel og gasledninger samt Transeuropæiske Telenetværk (eTEN), der samarbejder vedrørende telekommunikation.
EU bidrager med store skattemidler til sådanne projekter via TEN. Der udbetales mindst én milliard euro årligt, normalt op til 10 procent af omkostningerne når det drejer sig om internationalt vigtige forbindelser.
I 1994 udfærdigedes en liste med 14 prioriterede projekter, hvoraf Øresundsforbindelsen var én af dem. Der bidroges med 1,4 milliarder euro til dets opførsel. Et andet projekt er den nordiske triangel, hvor motorveje og jernbaner skal forbinde de nordiske hovedstæder. I 2003 blev listen udvidet med 16 til 30 nye projekter, hvoraf en del dog var afsluttede. Femern Bælt-forbindelsen er en del af sidstnævnte projekter.